# Las Suertes (metropolitana di Madrid)
Las Suertes è una stazione della linea 1 della metropolitana di Madrid.
Si trova all'intersezione tra Avenida del Ensanche de Vallecas e Calle Cañada del Santísimo.

## Storia
La stazione è stata inaugurata il 16 maggio 2007, insieme alle stazioni di La Gavia e Valdecarros.
È utilizzata dagli abitanti della zona e da coloro che vogliono raggiungere il vicino centro commerciale La Gavia.

## Accessi
Ingresso Las Suertes
- Las Suertes Calle de Cañada del Santísimo, s/n (angolo con Avenida del Ensanche de Vallecas 80)
- Ascensore Calle de Cañada del Santísimo, s/n (angolo con Avenida del Ensanche de Vallecas 80)